# Psychoda rhipsalis
Psychoda rhipsalis és una espècie d'insecte dípter pertanyent a la família dels psicòdids.

## Descripció
- La femella fa 0,88-0,91 mm de llargària a les antenes (0,82-0,88 en el cas del mascle), mentre que les ales li mesuren 1,20-1,55 de longitud (1,07-1,27 en el mascle) i 0,42-0,60 d'amplada (0,42-0,52 en el mascle).
- Les antenes presenten 16 segments.[2]

## Distribució geogràfica
Es troba a Indonèsia: Papua Occidental.